# AEGON International 2017
AEGON International 2017 byl společný tenisový turnaj mužského okruhu ATP World Tour a ženského okruhu WTA Tour, který se odehrává v areálu Devonshire Park Lawn Tennis Clubu na otevřených travnatých dvorcích. Probíhal mezi 26. červnem až 1. červencem 2017 v britském Eastbourne jako sedmý ročník mužské poloviny a čtyřicátý třetí ročník ženské části turnaje. Představuje poslední přípravu na grandslamový Wimbledon.
Mužská část se na okruh ATP Tour vrátila po dvouleté přestávce. Řadila se do kategorie ATP World Tour 250 a její dotace činila 819 000 dolarů. Ženská část s rozpočtem 250 000 dolarů byla součástí WTA Premier Tournaments.
Nejvýše nasazenými hráči v soutěžích dvouher se stali srbský čtvrtý hráč žebříčku Novak Djoković a světová jednička Angelique Kerberová z Německa. Jako poslední přímí účastníci do dvouher nastoupili srbský 76. tenista pořadí Dušan Lajović a americká 58. žena klasifikace Christina McHaleová.
Trojnásobný wimbledonský šampion Novak Djoković získal čtvrtou singlovou trofej z trávy a celkově šedesátou osmou na okruhu ATP Tour. Devátý kariérní trofej z dvouhry WTA Tour si odvezla česká světová trojka Karolína Plíšková, která se 36. vyhraným zápasem v sezóně 2017 dostala do čela průběžné statistiky mezi všemi tenistkami okruhu.
Vítězem mužské čtyřhry se stal americký bratrský pár Bob a Mike Bryanovi, kteří získali rekordní sto třináctou společnou trofej. Celý turnaj v podobě čtyř kol odehráli v rozmezí 48 hodin, od čtvrtka do pátku. Druhou deblovou trofej v řadě, po Mallorca Open, vybojovala tchajwansko-švýcarská dvojice Čan Jung-žan a Martina Hingisová, pro niž se jednalo o jubilejní šedesátý titul ze čtyřhry okruhu WTA Tour.

## Rozdělení bodů a finančních odměn

### Rozdělení bodů
| Soutěž       | vítězové | finalisté | semifinalisté | čtvrtfinalisté | 16 v kole | 32 v kole | 48 v kole | Q  | Q2 | Q1 |
| ------------ | -------- | --------- | ------------- | -------------- | --------- | --------- | --------- | -- | -- | -- |
| dvouhra mužů | 250      | 150       | 90            | 45             | 20        | 0         | —         | 12 | 6  | 0  |
| čtyřhra mužů | 250      | 150       | 90            | 45             | 0         | —         | —         | —  | —  | —  |
| dvouhra žen  | 470      | 305       | 185           | 100            | 55        | 30        | 1         | 25 | 13 | 1  |
| čtyřhra žen  | 470      | 305       | 185           | 100            | 1         | —         | —         | —  | —  | —  |

### Finanční odměny
| Finanční odměny                       | Finanční odměny | Finanční odměny | Finanční odměny | Finanční odměny | Finanční odměny | Finanční odměny | Finanční odměny | Finanční odměny | Finanční odměny | Finanční odměny |
| Soutěž                                | vítězky         | finalistky      | semifinalistky  | čtvrtfinalistky | 16 v kole       | 32 v kole       | 48 v kole       | Q               | Q2              | Q1              |
| ------------------------------------- | --------------- | --------------- | --------------- | --------------- | --------------- | --------------- | --------------- | --------------- | --------------- | --------------- |
| dvouhra mužů                          | $113 330        | $59 690         | $32 335         | $18 420         | $10 855         | $6 430          | —               | —               | $2 895          | $1 445          |
| čtyřhra mužů                          | $34 430         | $18 100         | $9 810          | $5 610          | $3 290          | —               | —               | —               | —               | —               |
| dvouhra žen                           | $140 400        | $74 726         | $37 370         | $18 940         | $9 850          | $5 155          | $3 395          | $9 300          | $4 865          | $3 205          |
| čtyřhra žen                           | $41 700         | $22 070         | $12 140         | $6 185          | $3 356          | —               | —               | —               | —               | —               |
| částky ve čtyřhře jsou uváděny na pár |                 |                 |                 |                 |                 |                 |                 |                 |                 |                 |

## Dvouhra mužů

### Nasazení

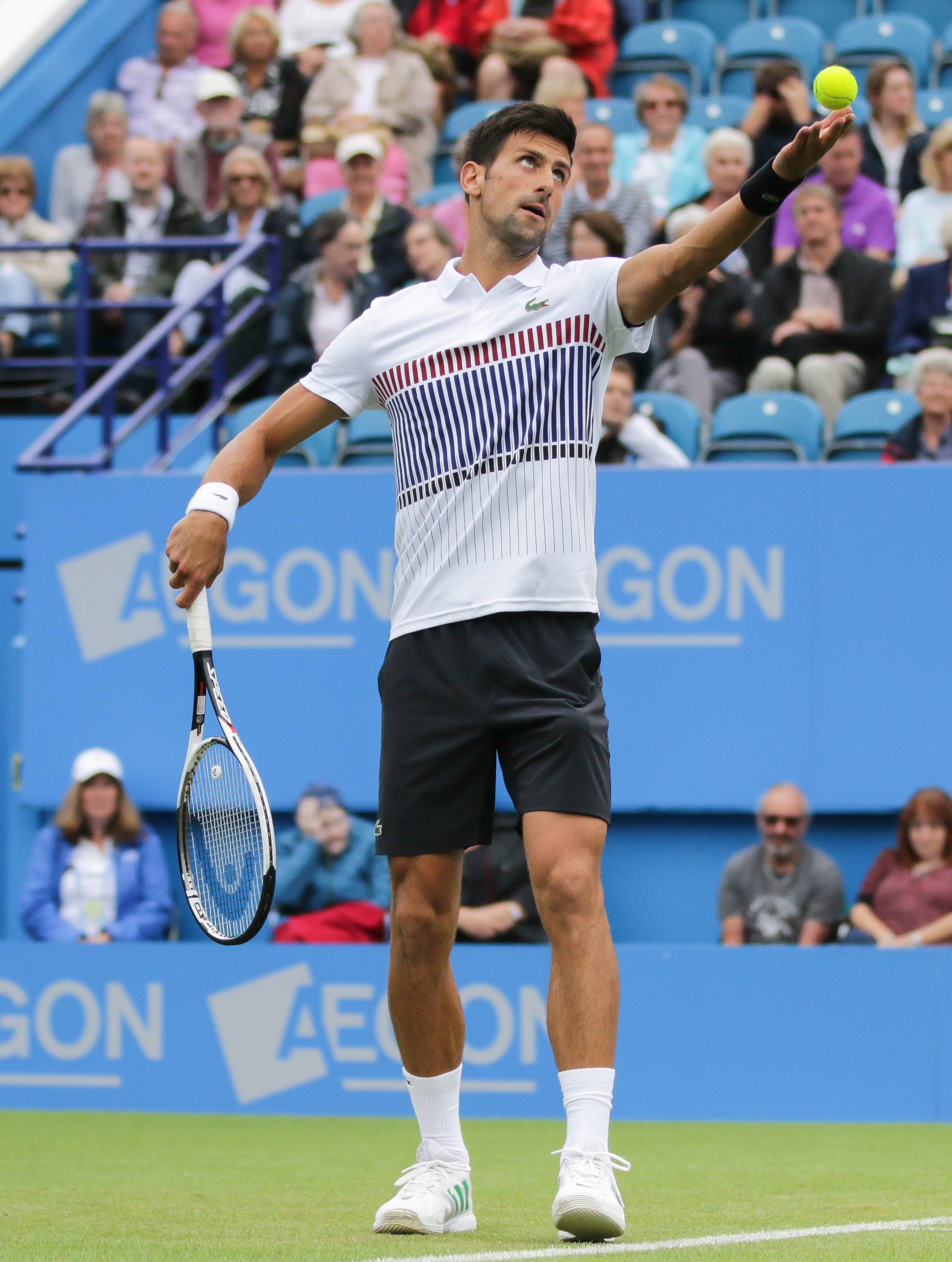
Vítěz dvouhry Novak Djoković

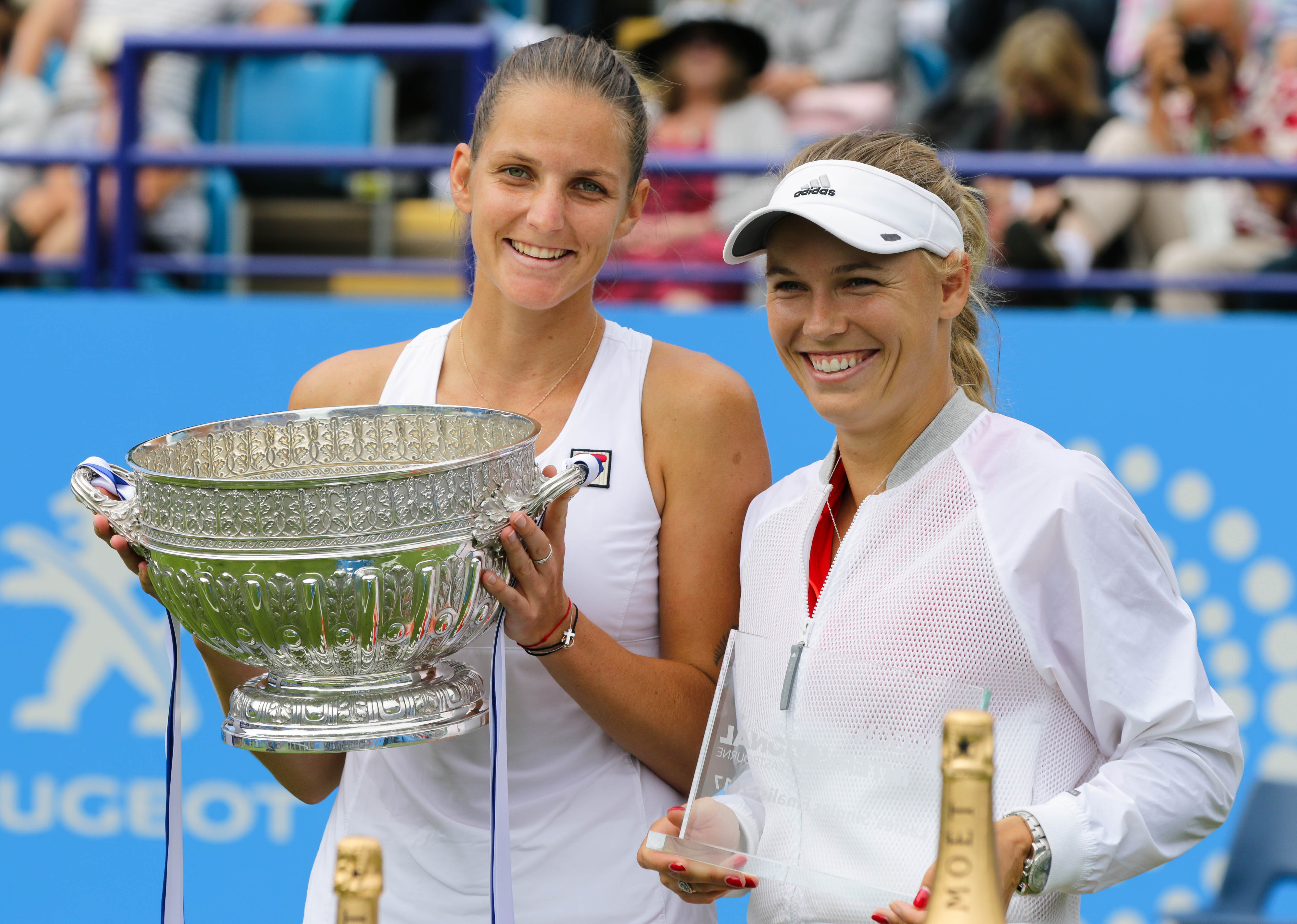
Vítězka Karolína Plíšková a poražená finalistka Caroline Wozniacká (vpravo)

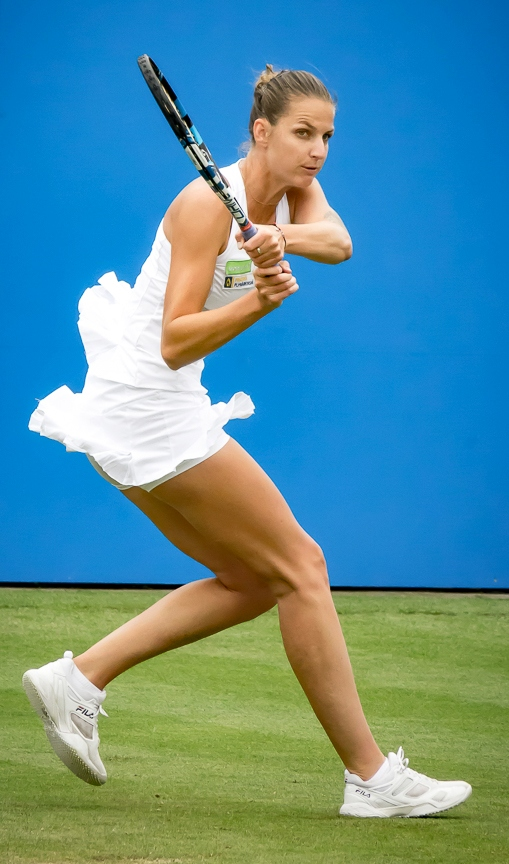
Bekhend Karolíny Plíškové

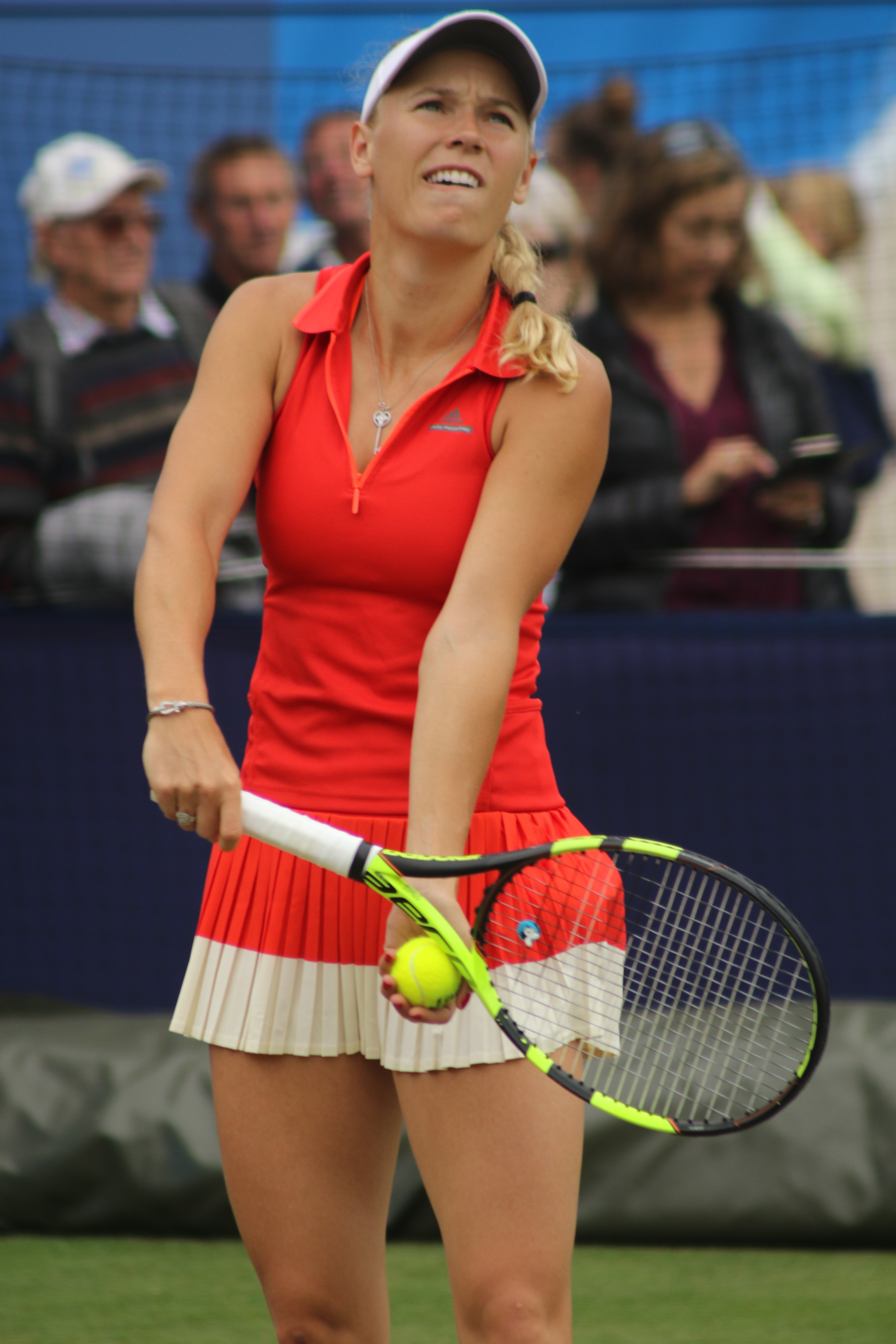
Podání Caroline Wozniacké

| Stát                           | Hráč              | ATP | Nasazení |
| ------------------------------ | ----------------- | --- | -------- |
| Srbsko                         | Novak Djoković    | 4.  | 1.       |
| Francie                        | Gaël Monfils      | 16. | 2.       |
| USA                            | John Isner        | 21. | 3.       |
| USA                            | Steve Johnson     | 25. | 4.       |
| USA                            | Sam Querrey       | 28. | 5.       |
| Německo                        | Mischa Zverev     | 29. | 6.       |
| Francie                        | Richard Gasquet   | 30. | 7.       |
| Argentina                      | Diego Schwartzman | 36. | 8.       |
| Žebříček ATP k 19. červnu 2017 |                   |     |          |

### Jiné formy účasti
Následující hráči obdrželi divokou kartu do hlavní soutěže:
- Novak Djoković
- Gaël Monfils
- Cameron Norrie

Následující hráči postoupili z kvalifikace:
- Thomas Fabbiano
- Norbert Gombos
- Vasek Pospisil
- Franko Škugor

### Odhlášení
před zahájením turnaje
- Aljaž Bedene → nahradil jej  Frances Tiafoe
- Pablo Cuevas → nahradil jej  Horacio Zeballos
- Dan Evans → nahradil jej  Jiří Veselý
- Feliciano López → nahradil jej  Dušan Lajović
- Florian Mayer → nahradil jej  Jared Donaldson
- Gilles Müller → nahradil jejy  Kevin Anderson

## Mužská čtyřhra

### Nasazení
| Stát                                                                                    | Hráč           | Stát        | Hráč                   | ATP | Nasazení |
| --------------------------------------------------------------------------------------- | -------------- | ----------- | ---------------------- | --- | -------- |
| USA                                                                                     | Bob Bryan      | USA         | Mike Bryan             | 18. | 1.       |
| Chorvatsko                                                                              | Ivan Dodig     | Francie     | Édouard Roger-Vasselin | 27. | 2.       |
| USA                                                                                     | Ryan Harrison  | Nový Zéland | Michael Venus          | 45. | 3.       |
| Francie                                                                                 | Fabrice Martin | Kanada      | Daniel Nestor          | 58. | 4.       |
| Žebříček ATP k 19. červnu 2017; číslo je součtem žebříčkového postavení obou členů páru |                |             |                        |     |          |

### Jiné formy účasti
Následující páry obdržely divokou kartu do hlavní soutěže:
- Scott Clayton /  Jonny O'Mara
- Brydan Klein /  Joe Salisbury

Následující pár nastoupil do čtyřhry z pozice náhradníka:
- Thomas Fabbiano /  Luke Saville

### Odhlášení
před zahájením turnaje
- Ivan Dodig

## Ženská dvouhra

### Nasazení
| Stát                           | Hráčka                     | WTA | Nasazení |
| ------------------------------ | -------------------------- | --- | -------- |
| Německo                        | Angelique Kerberová        | 1.  | 1.       |
| Rumunsko                       | Simona Halepová            | 2.  | 2.       |
| Česko                          | Karolína Plíšková          | 3.  | 3.       |
| Slovensko                      | Dominika Cibulková         | 6.  | 4.       |
| Spojené království             | Johanna Kontaová           | 7.  | 5.       |
| Polsko                         | Caroline Wozniacká         | 8.  | 6.       |
| Rusko                          | Světlana Kuzněcovová       | 9.  | 7.       |
| Polsko                         | Agnieszka Radwańská        | 10. | 8.       |
| Francie                        | Kristina Mladenovicová     | 12. | 9.       |
| Lotyšsko                       | Jeļena Ostapenková         | 13. | 10.      |
| Španělsko                      | Garbiñe Muguruzaová        | 14. | 11.      |
| Rusko                          | Jelena Vesninová           | 15. | 12.      |
| Česko                          | Petra Kvitová              | 16. | 13.      |
| Rusko                          | Anastasija Pavljučenkovová | 17. | 14.      |
| Švýcarsko                      | Timea Bacsinszká           | 20. | 15.      |
| Austrálie                      | Darja Gavrilovová          | 21. | 16.      |
| Žebříček WTA k 19. červnu 2017 |                            |     |          |

### Jiné formy účasti
Následující hráčky obdržely divokou kartu do hlavní soutěže:
- Naomi Broadyová
- Simona Halepová
- Angelique Kerberová
- Petra Kvitová
- Heather Watsonová

Následující hráčky postoupily z kvalifikace:
- Lara Arruabarrenová
- Mona Barthelová
- Tuan Jing-jing
- Sie Šu-wej
- Varvara Lepčenková
- Francesca Schiavoneová

Následující hráčky postoupily z kvalifikace jako tzv. šťastné poražené:
- Verónica Cepedeová Roygová
- Sorana Cîrsteaová
- Lauren Davisová
- Kristína Kučová
- Risa Ozakiová
- Cvetana Pironkovová

### Odhlášení
před zahájením turnaje
- Kiki Bertensová → nahradila ji  Christina McHaleová
- Darja Kasatkinová → nahradila ji  Verónica Cepedeová Roygová
- Petra Kvitová (natažení břišního svalstva) → nahradila ji  Cvetana Pironkovová
- Mónica Puigová → nahradila ji  Elise Mertensová
- Lucie Šafářová → nahradila ji  Risa Ozakiová
- Jaroslava Švedovová → nahradila ji  Catherine Bellisová
- Samantha Stosurová → nahradila ji  Eugenie Bouchardová
- Coco Vandewegheová → nahradila ji  Sorana Cîrsteaová

### Skrečování
- Julia Putincevová

## Ženská čtyřhra

### Nasazení
| Stát                                                                          | Hráčka                | Stát       | Hráčka             | WTA | Nasazení |
| ----------------------------------------------------------------------------- | --------------------- | ---------- | ------------------ | --- | -------- |
| Rusko                                                                         | Jekatěrina Makarovová | Rusko      | Jelena Vesninová   | 8.  | 1.       |
| Čínská Tchaj-pej                                                              | Čan Jung-žan          | Švýcarsko  | Martina Hingisová  | 9.  | 2.       |
| Maďarsko                                                                      | Tímea Babosová        | Česko      | Andrea Hlaváčková  | 19. | 3.       |
| Maďarsko                                                                      | Lucie Hradecká        | Kazachstán | Kateřina Siniaková | 31. | 4.       |
| Žebříček WTA k 19. červnu 2017; číslo je součtem umístění obou členek dvojice |                       |            |                    |     |          |

### Jiné formy účasti
Následující pár obdržely divokou kartu do hlavní soutěže:
- Nicole Melicharová /  Anna Smithová

## Přehled finále

### Mužská dvouhra
- Novak Djoković vs.  Gaël Monfils, 6–3, 6–4

### Ženská dvouhra
- Karolína Plíšková vs.  Caroline Wozniacká, 6–4, 6–4

### Mužská čtyřhra
- Bob Bryan /  Mike Bryan vs.  Rohan Bopanna /  André Sá, 6–7(4–7), 6–4, [10–3]

### Ženská čtyřhra
- Čan Jung-žan /  Martina Hingisová vs.  Ashleigh Bartyová /  Casey Dellacquová, 6–3, 7–5